# 志賀良弘
志賀 良弘（しが よしひろ、1956年4月4日 - ）は、日本のハンドボール選手。大阪府堺市出身。1984年ロサンゼルスオリンピックハンドボール全日本男子代表。幻の1980年モスクワオリンピック代表でもあった。

## 来歴
大阪府立泉北高等学校、大阪体育大学出身。
卒業後、湧永製薬に入社。同社ハンドボール部（ワクナガレオリック）に所属。
全日本では、1978年デンマークで行われた世界選手権代表、1980年のモスクワ五輪、1982年西ドイツで行われた世界選手権代表、1984年ロサンゼルス五輪男子代表に選ばれている。
また指導者としても活躍、全日本ジュニアコーチ、大和銀行女子ハンドボール部監督、日立栃木女子ハンドボール部コーチを歴任した。

2009年現在、栃木県にある総合型スポーツクラブ・太平スポーツネットで指導者として活躍している。